# HK SR9半自動步槍
HK SR9是一款由德国槍械製造商黑克勒&科赫公司所研製及生產、以滾輪延遲反衝式槍機操作的運動及打靶用途的半自动步枪。這該步槍是以美國民用市場的HK91為藍本，並且裝上來自HK PSG1和MSG90精確射手步槍的零部件。發射7.62×51毫米北約口徑／民用型.308 Winchester步枪子彈。

## 概述
SR9系列是由HK91系列步槍經過修改而成的，主因是美國在1989年禁止任何被定義為突击步枪的步枪的進口及民間銷售以後，黑克勒-科赫嘗試將SR9定義為運動步槍以取得進口及民間銷售資格。這槍與HK91在表面上的明顯分別包括取消了消焰器、刺刀座、手槍握把（基本型號），以改變設計的方式讓美國方面不會把SR9系列定義為“突擊武器”，而是可以接受將其定義為一枝運動步槍。SR9系列具有一根中等重量槍管，直径15.875毫米（0.625英吋），長度略短於508毫米（20英吋）。
這槍與HK91在內部的分別包括使用了一個全新的增強型緩衝系統和改用了多边形膛線。
所有的SR9都在機匣的右側上標記著“在西德製造”（英語：Made in W-Germany）的銘文。在1994年9月之後進口的SR9系列都因為美國聯邦政府對大容量彈匣禁令，而只能與5發彈匣一併出售。

## 設計細節
SR9系列步槍裝有無肋條加強型機匣、機械瞄具和半自動只能半自動射擊的扳機組件。安裝在機匣左側的保險裝置選擇桿可以由拇指激活操作，而機匣兩邊都印有分別代表著保險的“0”（白色）和射擊的“1”（紅色）表示數字標誌。拉機柄與HK G3步槍槍族成員一樣是裝有在護木上方的管狀節套左邊前端並且在導槽中運動，待發時可由橫槽固定，並且向前摺疊。釋放彈匣只能按下位於機匣右側彈匣插槽的按鈕。
SR9的前護木為全新的穩固握把樣式，這樣就防止了這槍裝上兩腳架。不過，這槍的前護木也可根據使用者的選擇被替換為HK91的標準前護木。SR9的槍管具有與PSG1的槍管相同尺寸的口徑剖面，包括多邊形膛線，只是沒有安裝槍口裝置。基本型SR9裝上了加固玻璃钢強化塑料的連中間拇指大孔型運動步槍式槍托（槍托與握把相連）連MSG90的緩衝裝置。
SR9的精度很高，其槍機的後座緩衝器源自HK MSG90狙擊步槍，所以使用SR9射擊時感覺到的後座力很小。SR9的槍機閉鎖裝置確保在彈頭離開槍口後才開鎖，有效地消除了影響自動步槍精確度的一個因素。
SR9與黑克勒-科赫研製的其他步槍一樣，也採用了滾輪延遲反衝半自由槍機式操作原理。槍管經過冷鍛淬火工藝而成，預調扳機以上帶有扳機護環，增加了扳機寛度，以便擊發，扳機扣力為14.7牛頓。
SR9的槍托可以進行調節，在槍托以上還具有可調節高度的托腮板凹槽，此外，護木上還有安裝了槍背帶環和兩腳架的Ｔ型導軌。
SR9可裝上的瞄準鏡為放大倍率達12倍的光学瞄准镜，其分劃為100—800米（109.36—874.89碼，328.08—2,624.67英尺）。機匣頂部還配有瞄準鏡座，可以安裝任何北約制式夜視瞄準鏡或其他光學瞄準鏡。

## 歷史
1989年的進口禁令，布什總統頒布禁止裝上任何可折疊或伸縮的槍托，獨立式手槍握把，兩腳架，可以裝上刺刀或榴彈發射器，夜間瞄準具，或消焰器的所有半自動步槍進口。所有HK91、93和94的型號都被列在進口禁令的名單上。在禁令的時間，大約130 枝左右的HK91已經被運送到美國，但尚未被清關。黑克勒-科赫遵從禁令，並為符合法律的規定而這批HK91重新命名為HK911（基本上是在槍名以後衝壓了另一個“1”），以及裝上由貝爾-卡爾森（英語：Bell-Carlson）所生產的、具有中間拇指大孔型運動步槍式槍托。黑克勒-科赫也被要求在槍口裝置上的進行點焊（將缺口和棘爪都封去），因為美國菸酒槍炮及爆裂物管理局（英文：Bureau of Alcohol, Tobacco, Firearms and Explosives，簡稱：ATF）認為每個洞口都能充當刺刀座。這也防止其裝上刺刀。HK911亦沒有標準型HK91螺紋槍管，這是因為它被一個固定的螺紋覆蓋物所覆蓋掉。
1990年，HK911最終變成SR9，後者裝有一根新型的508毫米（20英吋）的多邊形槍管。第一批進口美國的SR9使用了木材紋理槍托。SR9亦被簡稱為“獵戶座”。不久，黑克勒-科赫將其改為黑色槍托。伴隨著黑色槍托，黑克勒-科赫還提供了標準型HK91的槍托套件和SR9中間拇指大孔型運動步槍式槍托套件。
其後，“T”和“TC”型亦可進口，雖然他們裝有手槍握把。它們亦得到了豁免，因為它們被認為與當前是合法的SR9系列一樣是打靶步槍。最終總統比爾·克林頓於1998年4月6日終止了所有HK SR9系列的輸入，因為它們是可以接受的標準容量彈匣。
美國合共進口了125枝TC型。最初的25枝SR9 T被要求配備PSG1的槍托。在黑克勒-科赫的產品目錄當中並不存在。在下一年度，HK SR9 TC新增到他們的產品目錄，而美國方面則進口100枝槍支。在弗吉尼亞州，他們與SR9 T一樣，被標記為“TC”。1989年，美國菸酒槍炮及爆裂物管理局（簡稱：ATF）還沒有確定可以接受，例如黑克勒-科赫美國分公司將握把安裝到步槍上，被新法例認為並不屬於“合法”，直到1990年11月。多年以來，將標準型SR9步槍重新裝配為T型或TC型都是可以接受的。T型和TC型裝配步槍可能不能進口，這就是機匣都是手工衝壓和在未完成狀態的原因。衝壓是在黑克勒-科赫美國分公司進行。
這些步槍的價格可從$2,000達到$7,500不等，這具體上取決於其使用的裝配和配件。

## 衍生型
- SR9 T（Target）：與基本型SR9不同之處在於原來的中間拇指大孔型運動步槍式槍托套件改為來自MSG90的可調節式槍托。[1][3]MSG90的槍托上具有突出的托腮片，導致使用機械瞄具時有點不舒適。此外，亦裝上了PSG1的精密扳機組和輪廓特別的可調節式斑點狀胡桃木手槍握把。
- SR9 TC（Target Competition）：與SR9 T的不同之處在於它具有一個PSG1的“球桿腳”狀可調節式槍托。[3]SR9 TC取消了機械瞄具，因為設在PSG1的槍托上可調節式貼腮片，令使用者的頭部貼著槍托的時候實在過高。這個亦是PSG1亦沒有裝上機械瞄具的原因。事實上，PSG1的狙擊型扳機組和可調節式斑點狀胡桃木手槍握把與SR9 T同型。

## 圖集

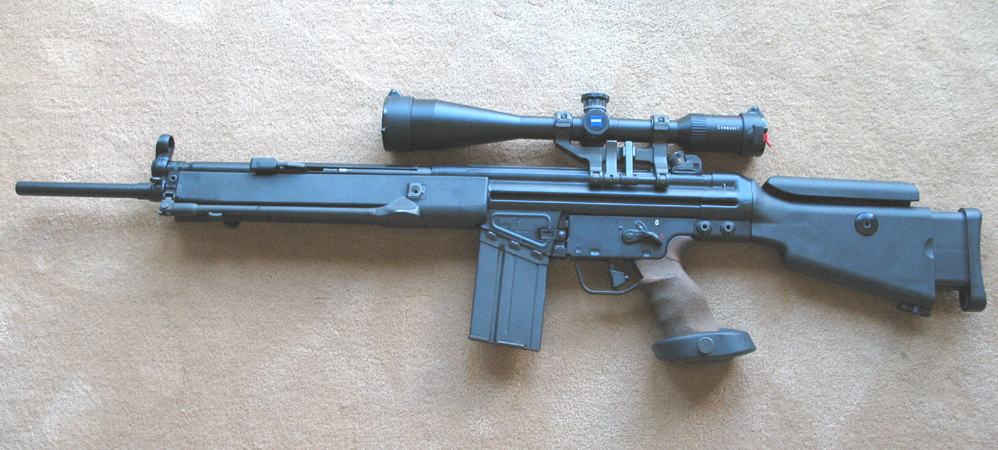
HK SR9
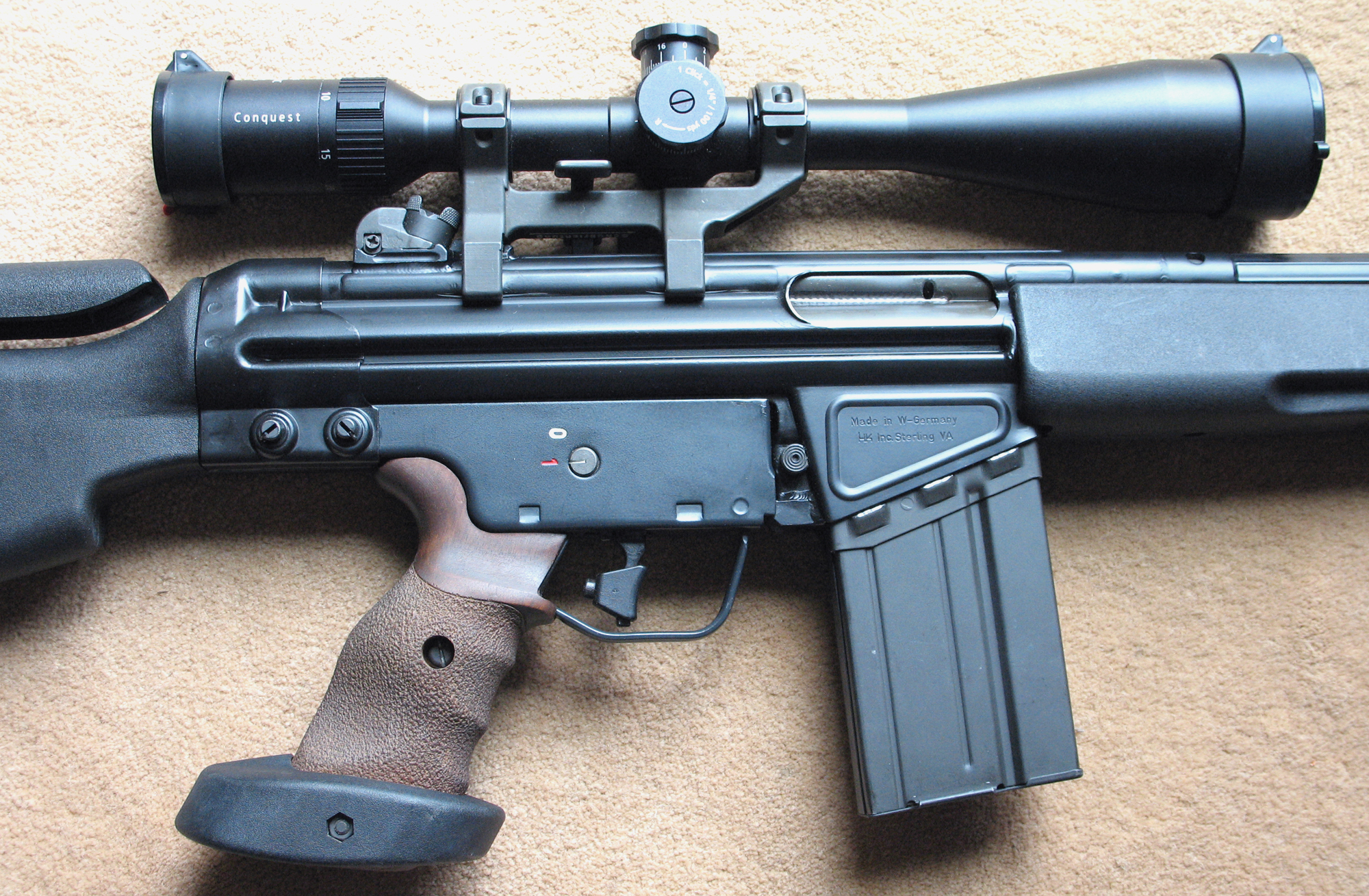
HK SR9 T的右側。
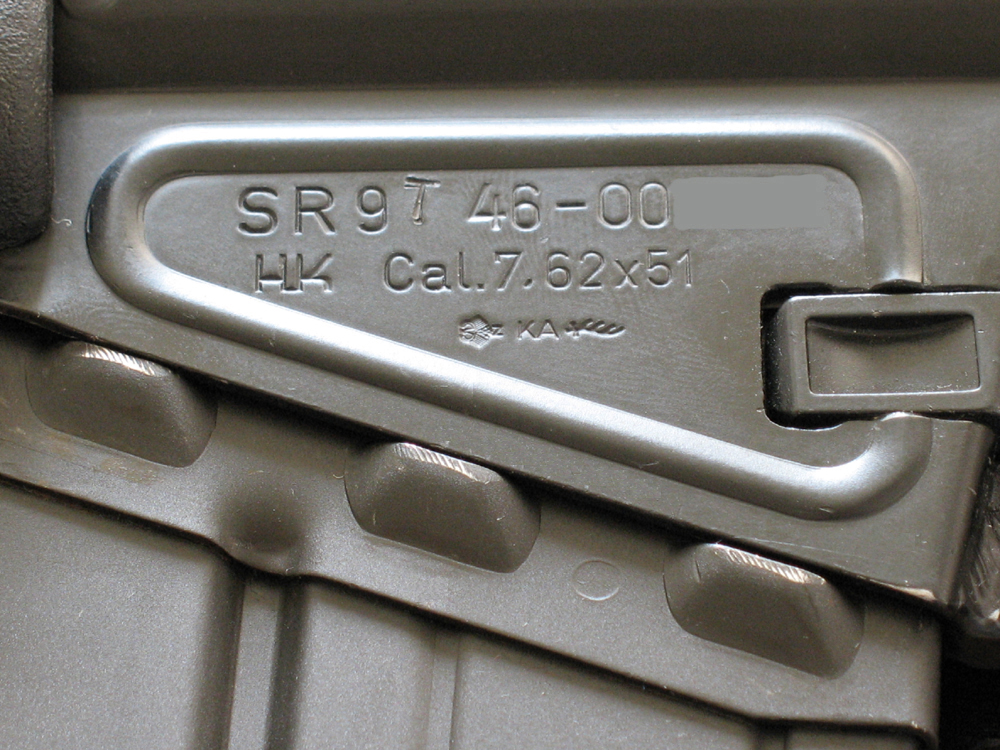
HK SR9 T的機匣。
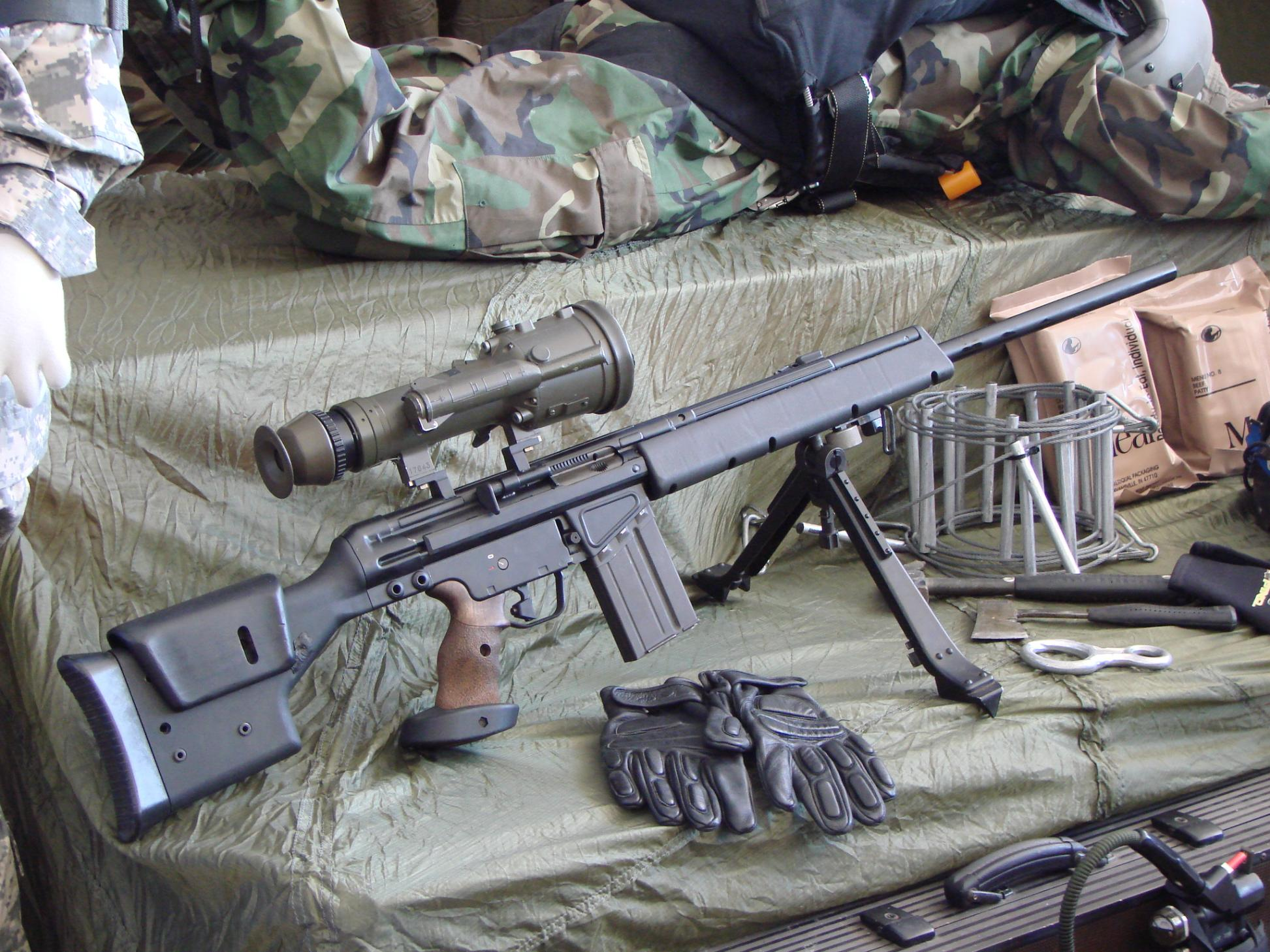
HK SR9 TC

## 流行文化

### 電子遊戲
- 2022年—：命名為“LM-S”。

## 資料來源
1. 1 2 3 4 5 6 7 8 9  . Remtek.   [2008-10-31]. （原始内容存档于2008-11-01）.
2. ↑  .   [2008-10-31]. （原始内容存档于2011-04-12）.
3. 1 2  . Sniper Central.   [2008-10-31]. （原始内容存档于2008-10-28）.

## 外部連結
- （英文）—HKPRO—SR9 Series
- （英文）—Remtek—HK SR9（页面存档备份，存于）
- （英文）—Sniper Central—HK SR9
- （简体中文）—D Boy Gun World（槍炮世界）—SR9半自动步枪（页面存档备份，存于）